# Inspiration (film)
Inspiration är en amerikansk långfilm från 1931 i regi av Clarence Brown, med Greta Garbo, Robert Montgomery, Lewis Stone och Marjorie Rambeau i rollerna.

## Rollista
| Greta Garbo       | – Yvonne Valbret              |
| Robert Montgomery | – André Montell               |
| Lewis Stone       | – Raymond Delval              |
| Marjorie Rambeau  | – Lulu                        |
| Judith Vosselli   | – Odette                      |
| Beryl Mercer      | – Marthe, Yvonne's Maid       |
| John Miljan       | – Henry Coutant, the Sculptor |
| Edwin Maxwell     | – Uncle Julian Montell        |
| Oscar Apfel       | – M. Vignaud                  |
| Joan Marsh        | – Madeleine Dorety            |
| Zelda Sears       | – Aunt Pauline                |
| Karen Morley      | – Liane Latour                |
| Gwen Lee          | – Gaby                        |
| Paul McAllister   | – Jouvet, the Artist          |
| Arthur Hoyt       | – Gavarni                     |